# 雪之本境
《雪之本境》是中国大陆美少女游戏制作组SP-time所开发的悬疑类视觉小说兼美少女游戏，分为《雪之本境》和《雪之本境解境篇》两部作品，讲述了大学生端贤冲到雪山上的一家旅店打工，后遭遇雪暴被困旅店中，并发生连续暗杀事件的故事，展现了人在没有受到法律约束下的自私与贪婪，揭露了人性的阴暗面。2010年5月23日，《雪之本境》发行。2012年9月6日，《雪之本境解境篇》发行，同时发行的还有《雪之本境》的重制版《雪之本境EX》。2022年4月29日，《雪之本境S》在Steam上发售。

## 剧情

### 雪之本境
2011年10月，法学院大一学生端贤冲和女友江城雪到塔蘭慕山山上的雪境旅店打工，但端贤冲因高原反应而晕倒，随后发生雪暴而使得旅店中的十个人均被困无法下山，而与山下联系的无线电通讯设备也被不明的人破坏，留下一封自称是雪之境主写的信件，声称要让所有人死于雪山上。店长常舍青决定让众人在旅店等待救援，但第二天原本在储藏室的食物全部无端消失了。五天过去后，自带的食物已经吃完，常舍青和他的老朋友叔桐山提出签订一个协议，约定生者可以吃死者的肉以维持生命。除了端贤冲和江城雪，其他人都在协议上签了名。不久后，人们相继收到境主的信件，也因为各种不明的原因接二连三被杀死。

### 雪之本境解境篇
《雪之本境解境篇》的主线剧情和《雪之本境》大体一致，只不过各角色的死亡顺序和死亡方式有差别。在《雪之本境解境篇》中，端贤冲一直回想起《雪之本境》中的剧情。最终端贤冲发现其实《雪之本境》中的剧情是自己的多个设想之一，而且最终他也发现其实他一直在寻找的凶手雪之境主其实就是他自己，他为了帮助江城雪和江庭雪姐妹报杀父之仇，自己设计了一个雪之本境，并设想并演练出了几乎所有的可能性结局。为了让自己的计划成功，他还服用大量的半人工強烈致幻劑D-麦角酸二乙胺，以使自己忘记自己是境主的事实。

## 角色
端贤冲
游戏男主角，玩家所扮演的人物。是法学院的大一新生，平时喜欢推理，富有责任感。本次和女友江城雪前往雪境旅店打工锻炼自我，遇到了同时在旅店内工作的阔别多年的青梅竹马归海枫。
江城雪
和端贤冲就读于同一所大学同一个学院，作为端贤冲女友的她对端贤冲有着绝对的信任，但在性格上有点天然呆。
归海枫
原名归海枫音，善于动态思考问题，是端贤冲的青梅竹马，是叔桐山的女儿。小时候和端贤冲一样是枫音乡的居民，后来父母离异后跟随母亲离开枫音乡。
白悠悠
原名秦开，来自月梨城，和端贤冲以及江城雪就读于同一所大学同一个学院，是法学院的学生称为「天才幽灵少女」，因为她年龄比同年级的其他学生小，平时不去上课，但期末考总能够考满分。
鸾渊
叔桐山的再婚妻子，觊觎叔桐山的财富。
季愁然
职业杀手，受鸾渊雇佣上山刺杀叔桐山，性格沉默，经常被人忽略。
江庭雪
江城雪的妹妹，是这次雪之本境事件的执行者之一。
常舍青
原登山队队长，退休后经营雪境酒店，有着较强的领导能力。
叔桐山
常舍青的好友，归海枫的父亲，主管着一家纳米材料公司。
成启言
本地人，是登山滑雪的游客们的导游。
贺松原
是登山滑雪的游客们的联络员，擅长信息技术。

## 制作与发行

江城雪的角色形象在《雪之本境》（左）与重制后的《雪之本境EX》（右）中的对比。

《雪之本境》是SP-time的第二部作品，于2010年5月23日以光盘为载体发行实体版。在制作这部游戏时，SP-time制作组的资金较为欠缺，技术人员也较为缺乏，在美术上由于缺少较为专业的画师，所以制作出来的人物立绘和背景图等较为粗糙。自SP-time的第三部作品《雾之本境》起，恶魔风铃等画师担任游戏的美术工作，使得游戏的美术质量提高了很多。2012年9月6日，SP-time的第四部作品《雪之本境解境篇》发行，和《雪之本境》本篇构成了雪之本境系列。《雪之本境解境篇》的发行和SP-time之前制作的其他游戏一样，也是以光盘为载体发行实体版。在发行《雪之本境解境篇》的时候，《雪之本境》本篇也进行了重制，更新了人物立绘和背景图等，重命名为《雪之本境EX》，剧情不变，与《雪之本境解境篇》同捆发售。而原来的《雪之本境》也停止发售，统一发行重制美化后的《雪之本境EX》。
2017年7月19日，SP-time与轻文轻小说合作，将《雪之本境》移植到轻文轻小说的IQA引擎上并发布到轻文轻小说的演绘区，供玩家免费游玩。

## 雪之本境S
2022年4月29日，《雪之本境S》在Steam上发售，内容包含《创境篇》《解境篇》和追加2个新结局和隐藏篇，但取消了原作中查看注释的功能。

## 音乐
| 《雪之本境解境篇》音乐原声集 | 《雪之本境解境篇》音乐原声集 | 《雪之本境解境篇》音乐原声集 |
| 曲序                         | 曲目                         | 作曲                         |
| ---------------------------- | ---------------------------- | ---------------------------- |
| 1.                           | 冰雪中的花                   | 秋石（演唱：义小帆）         |
| 2.                           | 雪海的救赎                   | 秋石                         |
| 3.                           | 幻春之章                     | 秋石                         |
| 4.                           | 隐冰情                       | 秋石                         |
| 5.                           | MYSTERIOUS PHONEIX           | l'Oriental                   |
| 6.                           | DARK LION                    | l'Oriental                   |
| 7.                           | CRUEL WHALE                  | l'Oriental                   |
| 8.                           | Resident                     | l'Oriental                   |
| 9.                           | 朝华踏雪                     | 小仆                         |
| 10.                          | 本境之约                     | 小仆                         |
| 11.                          | 起始之忆                     | 秋石                         |
| 12.                          | 恨之渊                       | 秋石                         |
| 13.                          | 梨雪灿                       | 秋石                         |
| 14.                          | 慕雪传说                     | 秋石                         |
| 15.                          | 慕雪传说（人声版）           | 秋石（演唱：Tora多多）       |
| 16.                          | 雪融水                       | 秋石                         |
| 17.                          | 雪之本境序幕曲（10版）       | 小仆                         |
| 18.                          | 青梅之约（10版）             | 小仆                         |

## 评价与争议
在剧情上，有玩家认为剧情跟龙骑士07创作的《暮蟬悲鳴時》和《海貓悲鳴時》过于类似，有抄袭嫌疑，但也有玩家不赞同此观点。
在剧情设定方面，玩家紫见在向《绝对领域》的投稿中称D-麦角酸二乙胺在能否达到人格分裂的效果方面还有争议，且过量服用可能会导致死亡，因此并不是完全符合推理小說十誡中的第四点「故事中不應出現不存在的毒藥、以及太複雜需要長篇解說的犯案工具。」